# بومبسین
بومبسین (به انگلیسی: Bombesin) با فرمول شیمیایی C۷۱H۱۱۰N۲۴O۱۸S یک ترکیب شیمیایی با شناسه پاب‌کم ۱۶۱۳۳۸۹۱ است. که جرم مولی آن ۱۶۱۹٫۸۵ گرم بر مول می‌باشد. 